# Camiac-et-Saint-Denis

Camiac-et-Saint-Denis este o comună în departamentul Gironde din sud-vestul Franței. În 2009 avea o populație de 364 de locuitori.

## Evoluția populației
| An        | 1975 | 1982 | 1990 | 1999 | 2006 | 2009 |
| --------- | ---- | ---- | ---- | ---- | ---- | ---- |
| Populație | 187  | 220  | 232  | 255  | 342  | 364  |